# ناحیه تاریخی دیکی‌ویل
ناحیه تاریخی دیکی‌ویل (انگلیسی: Dickeyville Historic District) یک جامعه کوچک است که ثبت ملی مکان‌های تاریخی می‌باشد ودرست در حاشیه غربی شهر بالتیمور، مریلند، در تقاطع شاهراه ایالتی ۷۰ و ۶۹۵ و در مجاورت بیمارستان کرنان قرار دارد. این دهکده شامل ۱۴۰ خانه و یک آسیاب تاریخی است که در کرانه‌های آبشار گوین واقع شده‌است و در ابتدای مسیر آبشار گوین قرار دارد، یک مسیر ۱۵مایلی (۲۴ کیلومتری) پیاده‌روی و دوچرخه سواری دارد که بخشی از این آبشار می‌باشد.